# Войтоловка
Во́йтоловка — река в России, протекает по территории Тосненского и Кировского районов Ленинградской области, левый приток Мги. Длина реки — 23 км, площадь водосборного бассейна — 266 км².
Образуется в болоте Гладкое в Тосненском районе, к северо-востоку от города Тосно, слиянием реки Гурловка (справа) и ручья Иголинка (слева) и течёт на север, вскоре пересекая границу Кировского района.
На левом берегу реки находится деревня Войтолово. Пересекает железнодорожную линию Мга — Саблино между станциями Мга и Войтоловка. Затем протекает по деревне Горы, где и впадает во Мгу.
В верхнем течении принимает два правых притока — Ольховку и Боровков.

## Экологическая катастрофа
Река попала в сводки местных СМИ летом 2010 года в связи с экологической катастрофой, приведшей в массовому замору рыбы.
Летом 2013 года информация о катастрофе вновь попала в СМИ.